# Gare de Touggourt
La gare de Touggourt est une gare ferroviaire algérienne située sur le territoire de la commune de Touggourt, dans la wilaya de Touggourt, au nord-est du Sahara algérien.

## Situation ferroviaire
La gare est située dans le centre de la ville de Touggourt. C'est la gare terminale de ligne d'El Guerrah à Touggourt. Elle est précédée de la gare de Djamaa.
À partir du premier trimestre 2023, elle aurait dû être la gare origine de la ligne de Touggourt à Hassi Messaoud, actuellement en construction,.

## Service des voyageurs

### Desserte
La gare de Touggourt est desservie par les trains grandes lignes de la liaison Alger - Touggourt,,.
C'est également une gare de marchandises.